# Ranunculus crithmifolius
Ranunculus crithmifolius är en ranunkelväxtart som beskrevs av Joseph Dalton Hooker. Ranunculus crithmifolius ingår i släktet ranunkler, och familjen ranunkelväxter. Inga underarter finns listade i Catalogue of Life.